# Джейсън Гордън Фарел
Джейсън Гордън Фарел, известен и като Дж. Г. Фарел (25 януари 1935 – 11 август 1979) е британски писател с ирландски произход, известен със своята поредица „Имперска трилогия“ със сюжет разпада на Британската империя и с последствията от това.
Втората книга от трилогията, „Обсадата на Кришнапур“, печели „Букър“ през 1973 г. Първата – „Вълнения“, също е удостоена с престижната награда, но през 2010 г., четиридесет години след публикуването си. Призът не е връчван през 1970 г., когато романът излиза, заради промяна в правилата за избор на победител.

## Биография

### Ранни години и образование
Джейсън Фарел е роден в Ливърпул. Неговият баща, Уилям Фарел, е счетоводител, а майка му, Прудънс Ръсел, е рецепционистка. След Втората световна война се местят в Дъблин. През 1956 г. писателят заминава за Англия, където продължава обучението си в колежа „Брейзноуз“ на Оксфордския университет. Докато е там, се заразява с детски паралич и остава частично инвалид. Болестта му има ясно отражение в неговото творчество. През 1960 г. напуска Оксфорд и заживява във Франция, където преподава на гимназисти.

### Първи творби
Фарел публикува своя първи роман, „Човек от другаде“ (A Man from Elsewhere) през 1963 г. Творбата е силно повлияна от френския екзистенциализъм и обрисува философските различия на двама от най-ярките му представители – Жан-Пол Сартър и Албер Камю. Саймън Рейвън коментира в „Обзървър“ през 1963 г.: „Стилът на г-н Фарел е пестелив, сюжетът е ясен и добре планиран. Неговото представяне на морални и политически проблеми е проницателно и понякога дори поучително“.
През 1967 г. Фарел публикува „Момиче в мислите“ (A Girl in the Head). Главният герой – беден полски буржоа на име Борис Слатери, живее в измислен крайбрежен британски град. Бракът му се разпада, а най-близкият му приятел е умиращ алкохолик. Слатери намира утешение във връзката си с непълнолетно момиче. Предполага се, че Фарел е бил повлиян от „Лолита“ на Владимир Набоков.

### Имперска трилогия
„Вълнения“ проследява история на англичанина майор Брендан Арчър. През 1919 г. той заминава за графство Уексфорд в Ирландия, за да бъде с годеницата си Анджела Спенсър. От рушащия се хотел „Маджестик“ в Килналах Арчър наблюдава борбата на Ирландия за независимост. 
Романът донася на Фарел почетната награда „Джефри Фабер“, а с паричната премия той заминава за Индия, за да прави проучвания за следващата си книга.
Втората и третата част от трилогията „Обсадата на Кришнапур“ и „Сингапурската хватка“, която е и последната му завършена творба, също се занимават с краха на британската колониална власт.
„Обсадата на Кришнапур“ разглежда индийското въстание от 1857 г. Вдъхновен от исторически събития като обсадите на Каунпор и Лакнау, действието в книгата се развива в измисления град Кришнапур, където обсаденият британски гарнизон успява да удържи четири месеца срещу армия от местни сепийци в условията на огромни страдания.
„Сингапурската хватка“ е посветен на японското превземане на Сингапур през 1942 г., като същевременно изследва подробно икономиката и етиката на колониализма по онова време, както и икономическите отношения между развитите страни и страните от третия свят.
Трите романа на Фарел са свързани само тематично, въпреки че Арчър, герой от „Вълнения“, се появява отново в „Сингапурската хватка“. Главният герой на четвъртия, незавършен роман на Фарел, The Hill Station, д-р Макнаб, е представен в „Обсадата на Кришнапур“.
Когато „Обсадата на Кришнапур“ печели наградата „Букър“ през 1973 г., Фарел използва благодарствената си реч, за да атакува спонсорите на отличието за вмешателството им в селскостопанския сектор в третия свят.

### Смърт
През 1979 г. Фарел решава да напусне Лондон и да заживее на полуостров Sheep's Head в графство Корк, Ирландия. Няколко месеца по-късно той умира при нещастен случай на брега на залива Бантри, след като пада в морето от скалите, докато лови риба. Умира на 44 години.

## Произведения

### Романи
- A Man from Elsewhere (1963)
- The Lung (1965)
- A Girl in the Head (1967)

### Имперска трилогия
1. Troubles (1970)
Вълнения, изд. „Кръг“, София (2022), прев. Владимир Молев
2. The Siege of Krishnapur (1973)
Обсадата на Кришнапур, изд. „Кръг“, София (2023), прев. Владимир Молев
3. The Singapore Grip (1978)
 „Сингапурската хватка“